# العلاقات السويسرية الفنزويلية
العلاقات السويسرية الفنزويلية هي العلاقات الثنائية التي تجمع بين سويسرا وفنزويلا.

## مقارنة بين البلدين
هذه مقارنة عامة ومرجعية للدولتين:
| وجه المقارنة                                              | سويسرا                                                                                      | فنزويلا                                  |
| --------------------------------------------------------- | ------------------------------------------------------------------------------------------- | ---------------------------------------- |
| المساحة (كم2)                                             | 41.28 ألف                                                                                   | 916.45 ألف                               |
| عدد السكان (نسمة)                                         | 8.21 مليون                                                                                  | 28.87 مليون                              |
| الكثافة السكانية (ن./كم²)                                 | 198.89                                                                                      | 31.5                                     |
| العاصمة                                                   | برن                                                                                         | كاراكاس                                  |
| اللغة الرسمية                                             | اللغة الألمانية، اللغة الإيطالية، لغة فرنسية، اللغة الرومانشية، الألمانية السويسرية الموحدة | اللغة الإسبانية، لغة الإشارة الفنزويلية ‏ |
| العملة                                                    | فرنك سويسري                                                                                 | بوليفار فنزويلي                          |
| الناتج المحلي الإجمالي (بليون دولار)                      | 678.89 مليار                                                                                | 482.36 مليار                             |
| الناتج المحلي الإجمالي (تعادل القوة الشرائية) بليون دولار | 518.07 مليار                                                                                |                                          |
| الناتج المحلي الإجمالي الاسمي للفرد دولار أمريكي          | 80.94 ألف                                                                                   |                                          |
| الناتج المحلي الإجمالي للفرد دولار أمريكي                 | 59.54 ألف                                                                                   |                                          |
| مؤشر التنمية البشرية                                      | 0.930                                                                                       | 0.762                                    |
| رمز المكالمات الدولي                                      | +41                                                                                         | +58                                      |
| رمز الإنترنت                                              | .ch، .swiss ‏                                                                                | .ve                                      |
| المنطقة الزمنية                                           | توقيت وسط أوروبا، ت ع م+01:00، ت ع م+02:00، أوروبا/زيورخ ‏                                   | 00                                       |

## منظمات دولية مشتركة
يشترك البلدان في عضوية مجموعة من المنظمات الدولية، منها:
| علم المنظمة | اسم المنظمة                        | تاريخ انضمام سويسرا | تاريخ انضمام فنزويلا |
| ----------- | ---------------------------------- | ------------------- | -------------------- |
|             | مؤسسة التمويل الدولية              | 29 مايو 1992        | 28 ديسمبر 1956       |
|             | منظمة حظر الأسلحة الكيميائية       | ?                   | ?                    |
|             | يونسكو                             | 28 يناير 1949       | 25 نوفمبر 1946       |
|             | الاتحاد الدولي للاتصالات           | 1866                | 13 أغسطس 1920        |
|             | الأمم المتحدة                      | 10 سبتمبر 2002      | 15 نوفمبر 1945       |
|             | منظمة الشرطة الجنائية الدولية      | ?                   | ?                    |
|             | البنك الدولي للإنشاء والتعمير      | 29 مايو 1992        | 30 ديسمبر 1946       |
|             | الاتحاد البريدي العالمي            | ?                   | ?                    |
|             | منظمة التجارة العالمية             | ?                   | ?                    |
|             | وكالة ضمان الاستثمار متعدد الأطراف | 12 أبريل 1988       | 9 مايو 1994          |

## أعلام
هذه قائمة لبعض الشخصيات التي تربطها علاقات بالبلدين:
- إدغار سانابريا (3 أكتوبر 1911 – 24 أبريل 1989)
- رولف فليتشر (لاعب كرة قدم سويسري، 6 أكتوبر 1990[23] – )
- غابرييلا إسلر (21 أبريل 1988 – )
- فرانك فيلتشير (لاعب كرة قدم فنزويلي، 17 مايو 1988[24] – )

## وصلات خارجية
- موقع وزارة الخارجية السويسرية
- موقع وزارة الخارجية الفنزويلية